# Lezlie Milson
Lezlie Milson (1958) es una artista visual norteamericana residente en Panamá, adonde se mudó en 1987. Es conocida por sus obras inusuales que cruzan la línea entre la escultura, la pintura, el ensamblaje y el arte de instalación. Según Milson, "su obra trata sobre ser mujer y ser artista. Tiene que ver con una compulsión por articular lo indecible: es táctil y emocional". Lezlie Milson es una de las pocas creadoras catalogada como artista feminista en Panamá.
Lezlie Milson presentó su primera exposición individual en Estados Unidos, en el List Art Center de Providence, Rhode Island.  En Panamá, ha tenido exposiciones individuales desde 1996 en el Museo de Arte Contemporáneo y en las galerías Arteconsult, Enmarcarte y Mateo Sariel. Fue artista seleccionada en las Bienales de Arte de Panamá, en las que recibió Menciones de Honor en 1994 y 1996.

## Exposiciones
- Tribu. Museo de las Mujeres, Costa Rica. 2014.[5]